# Swans (ban nhạc)
Swans (/swɒnz/) là một ban nhạc experimental rock người Mỹ ban đầu hoạt động từ năm 1983 tới 1997, được thành lập năm 1982 bởi ca sĩ, nhạc sĩ và nhà đa nhạc cụ Michael Gira, từ đó, đội hình ban nhạc luôn thay đổi cho tới khi tan ra năm 1997. Trừ Gira, một thành viên lâu dài khác là Jarboe (keyboard/hát) từ 1984 tới 1997, và Norman Westberg (guitar). Năm 2010, Gira tái khởi động lại ban nhạc.

## Lịch sử

### Những năm đầu tiên (1982–1985)
Gira phát biểu rằng từ "Swans" (thiên nga) mô tả âm thanh mà ông muốn nhất ở ban nhạc. Gira cho rằng: "Thiên nga là sinh vật đường bệ và có bề ngoài sinh đẹp. Với tính khí thực sự xấu xí."
Đội hình đầu tiên của Swans gồm Gira (guitar bass và hát), Jonathan Kane (trống), Sue Hanel (guitar), Mojo (bộ gõ và tape loop) và một trong số Thurston Moore, Dan Braun và Jon Tessler chơi guitar bass thứ hai. Những nhạc phẩm duy nhất của Hanel với ban nhạc là trên Body to Body, Job to Job. Kane phát biểu rằng "Sue là tay guitar đáng sợ nhất tôi từng nghe trên đất New York. Cô ấy thật phi thường."
Thời gian Hanel tham gia không lâu, và vào lúc Swans thu âm album đầu tay, Hanel được thay thế bởi Bob Pezzola. Nhạc công saxophone Daniel Galli-Duani cũng từng góp mặt trong ban nhạc, và là người cùng Kane lập ra bộ đôi Transmission. EP đầu tay Swans được phát hành qua Labor.
Album phòng thu đầu tay Filth (1983) có thể làm nhớ tới những nghệ sĩ no wave trước đó, như Mars, hay Confusion Is Sex và Kill Yr Idols của ban nhạc đương thời Sonic Youth; song nhà phê bình Ned Raggett cho rằng "Swans thời đầu thực sự rất ít giống bất kỳ thứ gì trên hành tinh cả trước đó và sau này". Filth là nhạc phẩm đầu tiên với tay guitar Norman Westberg, người sẽ có mặt trong mọi album sau đó trừ Love of Life.
Cop và Young God EP đều được phát hành năm 1984 và tái phát hành năm 1992. Hướng đi trong Cop tương tự Filth. Swans khoảng thời gian này gồm Gira (hát), Westberg (guitar), Harry Crosby (guitar bass) và Roli Mosimann (trống).

### Những năm cuối (1988–1997)

#### Tan rã
Vì các dự án khác chiếm hết thời gian, Gira quyết định kết thức ban nhạc với một album và một mùa lưu diễn. Soundtracks for the Blind (1996) là kết quả: một album đôi với nhạc thử nghiệm, dark ambient, post-industrial, post rock và guitar mộc. Đây là một trong những album được chú ý nhiều nhất sự nghiệp của họ. Swans Are Dead (1998) là một album live gồm các bản thu buổi biểu diễn của ban nhạc từ năm 1995 đến 1997, sau đó, Swans tan rã.

### Hậu tan rã và tái hợp (1997–nay)
Sau khi Swans tan rã, Gira thành lập The Angels of Light, tiếp tục điều hành Young God Records và Jarboe theo đuổi sự nghiệp solo.
Tháng 1, 2010, việc Swans tái hợp được đưa tin, cùng với một bài hát mới được đăng lên MySpace Young God Records, và xác nhận chính thức trên Facebook và MySpace của Young God Records. Gira quyết định đưa Swans trở lại khi biểu diễn cùng Angels of Light năm năm trước đó. Để có thêm tiền cho album mới của Swans, Gira phát hành album solo, I Am Not Insane, qua trang web Young God Records.
Swans lưu diễn nhiều ngày ở Mỹ và châu Âu, headline Supersonic Festival ở Birmingham, Anh vào tháng 10 năm 2010. Album hậu tái hợp đầu tiên, My Father Will Guide Me Up a Rope to the Sky, được phát hành vào ngày 23 tháng 9 năm 2010, và ban nhạc lưu diễn mười tám tháng vòng quanh thế giới.
Năm 2012, Swans phát hành album trực tiếp We Rose from Your Bed with the Sun in Our Head, gồm các nhạc phẩm được lựa chọn từ các buổi lưu diễn 2010–2011, nhằm kiếm thêm tiền để sản xuất và thu âm album The Seer. Ban đầu phát hành hạn chế 1000 bản, We Rose... được tái phát hành năm 2012 dưới dạng digipak.
Ngày 15 tháng 7 năm 2013, Gira công bố một album trực tiếp mới, giống với I Am Not Insane và We Rose..., tên Not Here / Not Now phát hành ngày 1 tháng 3. Album tiếp theo của Swans là To Be Kind phát hành ngày 12 tháng 5 năm 2014, đạt vị trí 38 ở Anh và 37 ở Mỹ, đây là lần đầu tiên Swans đặt chân vào Top 40 ở cả hai nước trên.
Cả The Seer và To Be Kind đều xuất hiện trong danh sách "Top 100 Albums of the Decade So Far 2010-2014" của Pitchfork Media. The Seer ở 17 và To Be Kind ở 85.
Ngày 22 tháng 7 năm 2015 ban nhạc công bố rằng họ sẽ bắt đầu thu âm album thứ 14 vào tháng 9 năm 2015, và ra mắt một album trực tiếp The Gate. Ngày 5 tháng 4 năm 2016, Swans xác nhận album mới sẽ có tên The Glowing Man và phát hành một đoạn trích dài hai phút của track chủ đề. Album dự định được ra mắt ngày 17 tháng 6 năm 2016 qua Young God Records và Mute Records.

## Thành viên

### Thành viên hiện tại
- Michael Gira – guitar, hát (1982–1997, 2010–hiện nay)
- Christoph Hahn – guitar, lap steel guitar (1988–1991, 2010–hiện nay)
- Thor Harris – trống, bộ gõ, đàn tăng rung, đàn ximbalum, bàn phím (2010–hiện nay)
- Chris Pravdica – bass guitar (2010–hiện nay)
- Phil Puleo – trống, bộ gõ, đàn ximbalum (1995–1997, 2010–hiện nay)
- Norman Westberg – guitar (1983–1995, 2010–hiện nay)

### Thành viên trước đây
- Dan Braun – bass (1982)
- Bill Bronson – bass (1995–1997)
- Harry Crosby – bass (1983–1984)
- Daniel Galli-Duani – saxophone (1982)
- Ronaldo Gonzalez – trống (1986–1987)
- Sue Hanel – guitar (1982)
- Jarboe – bàn phím, hát, piano (1984–1997, 2012)
- Jonathan Kane – trống (1982–1983)
- Virgil Moorefield – trống (1989)
- Algis Kizys – bass (1986–1995)
- Mojo – percussion, tape loops (1982)
- Thurston Moore – bass (1982)
- Roli Mosimann – trống (1983–1984)
- Ivan Nahem – trống (1982, 1986)
- Ted Parsons – trống (1985–1987)
- Bob Pezzola – trống (1982–1983)
- Vinnie Signorelli – trống (1991–1992)
- Clint Steele – guitar (1990–1997)
- Jon Tessler – bass, bộ gõ, tape loops (1982)
- Jenny Wade – bass (1991)